# 熱の壁

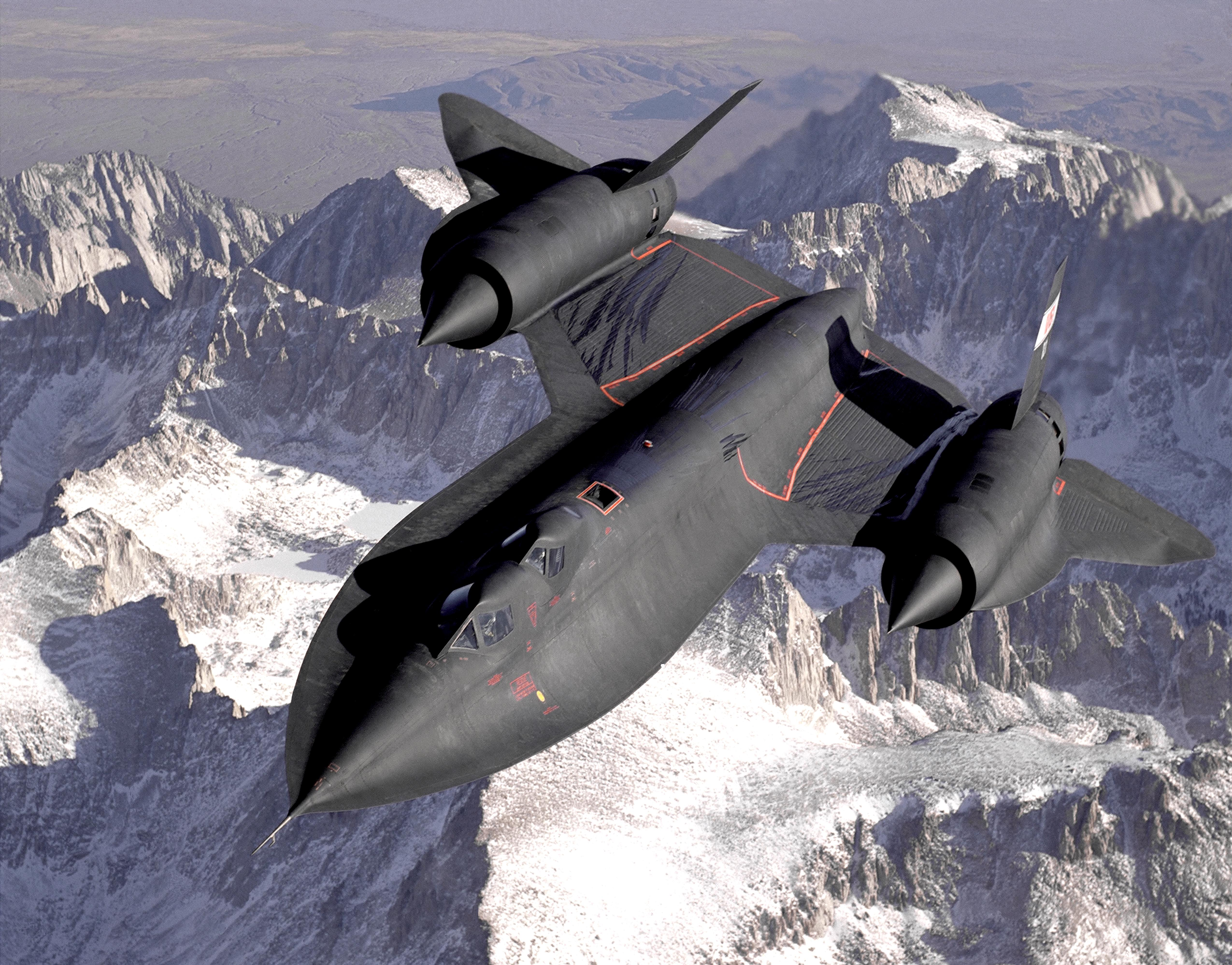
マッハ3を記録したアメリカ軍偵察機のSR-71

熱の壁（ねつのかべ）とは、航空機にとって、マッハ3付近の速度で飛行が困難となる状況を表す。

## 概要
熱の壁に類似した言葉として、音の壁が広く知られている。音の壁は、航空機の速度が上がり音速すなわちマッハ1に近づくにつれ、飛行が困難となることをいう。この困難は、空気の圧縮性の影響から生ずる造波抗力の急増、翼表面に生じる衝撃波の後流における流れの剥離、その他空力変化や空力弾性的な問題によるものである。
しかし音の壁は、1940年代には実験機によって、また1950年代になると実用機によっても突破された。そして一旦音の壁を突破してしまうと、ほどなくマッハ2級の超音速機も登場した。マッハ1を超えるとその先は空力的な変化や、急激な抗力の増加が生じない（むしろ減少していく）ため、そして当時のターボジェットエンジンは高速であればあるほど効率が高いためである。
この時期には、航空機の開発がそのまま進展すれば、マッハ3級の機体もほどなく開発できると楽観視され、実際、音の壁をかろうじて突破した時期に早くもマッハ3級機の開発が進められる状況であった。リパブリック社はその極端な例であり、ロケットエンジンの補助でかろうじて音速を突破できるXF-91の不採用の後、続いてマッハ3.7を目指すXF-103の開発に着手した。
しかしながら、マッハ3付近において、新たな「壁」が立ちはだかることとなった。それが熱の壁である。飛行速度がマッハ3付近に近づくと、高速な機体の移動のために、地球の大気が急速に圧縮される断熱圧縮により、高温になった空気に機体が加熱され、高温となる。高度10,000ｍ（標準大気）、マッハ３の飛行でよどみ点温度350℃を超えるところが生じる。この温度では、航空機の主要な素材であるアルミニウム合金の使用温度限界155℃を超えてしまう。
そのため、マッハ3を突破する機体の構造材の候補となるものは、スチールや、チタニウムを主体とする各種合金であった。実際には、前者は比重が高いため航空機には向かず、後者は加工が極めて困難であり、航空機製造に莫大な費用を必要とした。また構造材の耐熱性に加え、乗員や電子機器、燃料など、機体内部をも熱から保護することが必要となり、さらには熱膨張に伴う機体の変形にも対策が必要となった。
1950年代から1960年代にかけて、これらの課題を克服する手段が実際に開発され、マッハ3に達する試験機も製作されたが、実用化されなかった。前述の各課題を克服する機体が極めて高価となった事と、マッハ3を達成するため、他の性能面での影響が大きかったからである。数少ない例外はアメリカ中央情報局の偵察機A-12と、同機を空軍向けに手直ししたSR-71であるが、生産数は非常に少ない。なおMiG-25もマッハ3以上の速度で飛行した実例が記録されているが、機体の運用限界を超えたものだったといわれている。
1970年代以降から現代までの戦闘機は、推力重量比では60年代までの超音速航空機を超えているため、ジェットエンジンパワーとしてはマッハ3をも超える潜在能力を有している事になるが、耐熱強度およびその他の理由により、その最高速度はマッハ2級、あるいはマッハ1級に留まっている機体も存在する。

## 主な機体
アメリカ合衆国
X-2
マッハ3.5を目指したロケット動力の超音速実験機。試験飛行ではマッハ3.196に到達したが、その直後に操縦不能に陥り墜落した。
X-7
無人超音速実験機。最大速度はマッハ3.78。
X-15
ロケット動力の極超音速実験機。最大到達速度はマッハ6.7。
XF-103
マッハ3.7を目指した戦闘機。チタン合金を使用。モックアップのみ。
XF-108
マッハ3級護衛戦闘機・要撃機。モックアップのみ。
XB-70
マッハ3級爆撃機。ステンレス合金を使用しハニカム構造を採用。熱の壁による高温への対処と引き換えに機体強度は極めて脆弱、かつ運動性が低く、あらかじめプログラムしたコースしか飛行できない。試作のみ。
A-12
マッハ3級偵察機。CIA所属。チタン合金を使用。世界初のマッハ3級実用機だが、生産数は少ない。
YF-12
マッハ3級要撃機。A-12の派生型。試作のみ。
SR-71
マッハ3級偵察機。A-12をアメリカ空軍向けに手直しした機体。A-12同様に生産数は少ない。熱の壁付近の熱膨張を考慮した設計のため、常温時には機体に隙間が生じ、燃料が漏れ出すほどである。
D-21
マッハ3級無人偵察機。母機であるM-21（A-12の改造機）もマッハ3での飛行が可能。
XF8U-3
アメリカ海軍の戦闘機。F-4戦闘機との競争試作に敗れ不採用になったが、NASAの高速試験機として運用された。その機体設計と強力なエンジン推力からマッハ2.9級の速力を出すポテンシャルを有していたとされるが、熱の壁に対応する設計は行っておらず、実際にはそこまでの高速には機体が耐えられない。
 ソビエト連邦/ ロシア
MiG-25
旧ソ連の開発した迎撃戦闘機・偵察機。スチールを使用。マッハ3.4での飛行事例が確認されているが、機体の限界を超えたものであり、実際の運用上の最高速度はマッハ2.83。発展型のMiG-31については今のところ確認されていない。
T-4
マッハ3級爆撃機。チタン合金を使用。試験飛行ではマッハ1.36止まりであった。試作のみ。
 イギリス
アブロ 730
マッハ3級爆撃機。計画中止。
ブリストル 188
アブロ 730に使用するステンレス合金構造の超音速研究機。